# Korkschneider

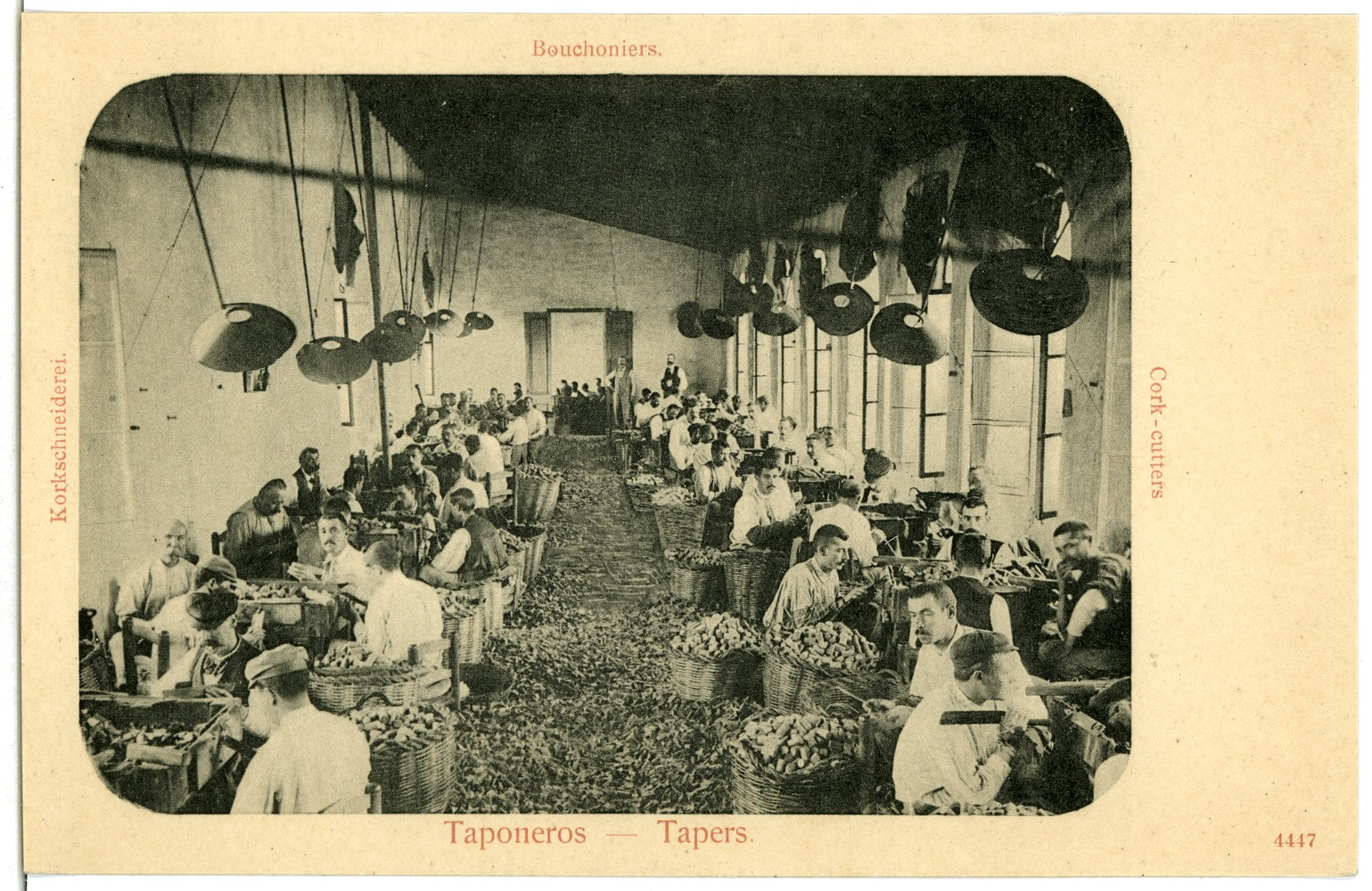
Korkschneiderei, 1903

Korkschneider stellten aus der Oberhaut der Korkeichenrinde in erster Linie Stöpsel zum Verschließen von Flaschen und anderen Gefäßen (Ballons, Fässer) her. Sie tauchten die gereinigten, fünf bis zwanzig Zentimeter dicken Korkplatten in kochendes Wasser, pressten und trockneten sie. Korken wurden zu Beginn mit scharfen Messern freihändig ausgeschnitten. Kork diente ferner der Herstellung von Korksohlen, Korkjacken, von Schwimmern für Bojen und Fischnetze sowie Galanteriewaren und zum Überziehen von Dampfleitungen. In Danzig verarbeitete man im 15. Jahrhundert das Material zum Beispiel auch zu Pantoffeln.

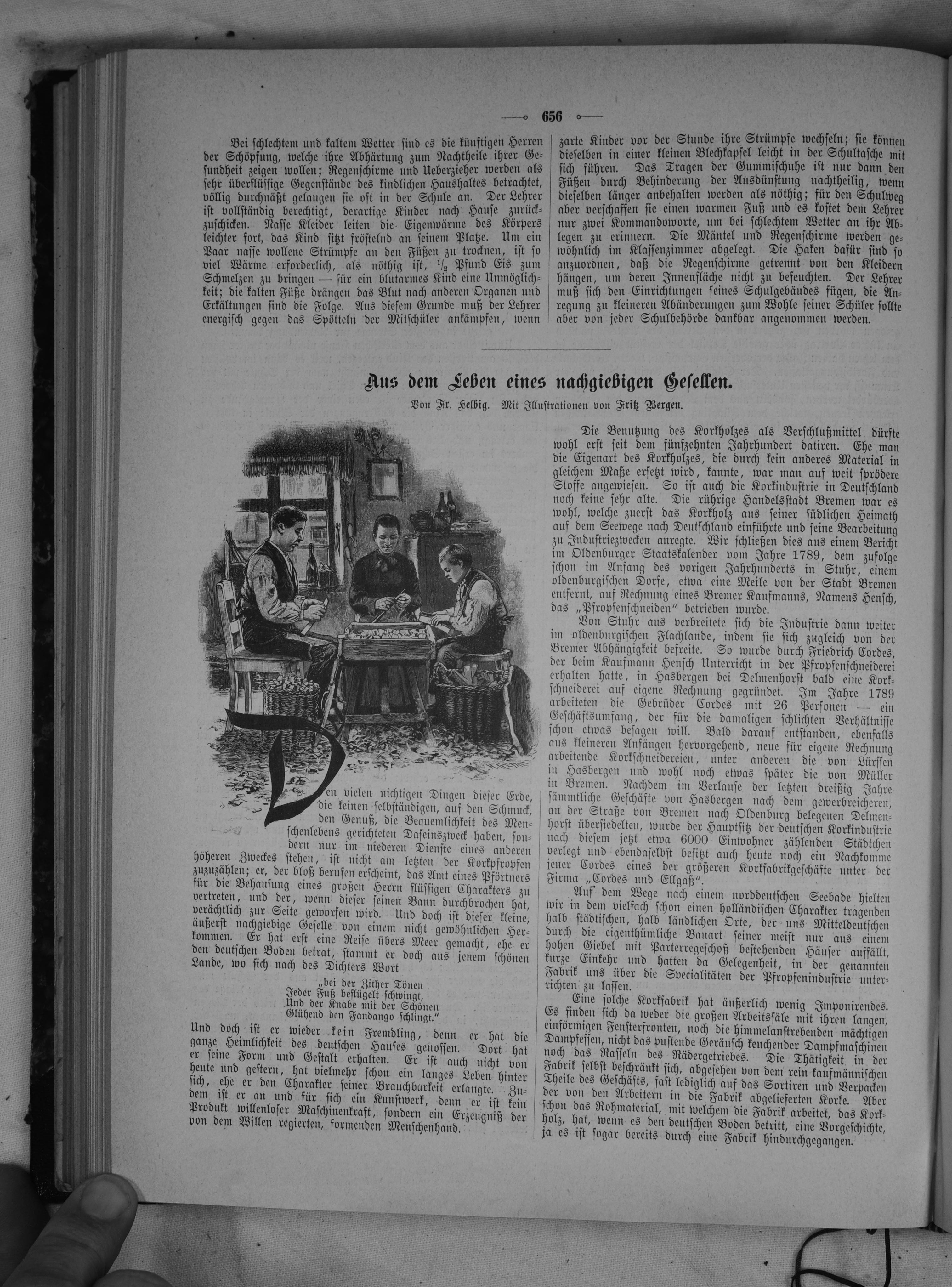
Korkschneider beim Pfropfenschneiden (Die Gartenlaube)

Der angebliche Erfinder des Korkstöpsels als Flaschenverschluss, war der Pater-Kellermeister der Abtei von Hautvillers, Dom Pérignon. Kork zeichnet sich u. a. durch geringe Dichte und hohe Widerstandsfestigkeit gegen äußere Einflüsse aus.